# Batalla de Aslanduz
La batalla de Aslanduz fue un enfrentamiento militar ocurrido el 31 de octubre de 1812 entre las tropas de los ejércitos del Imperio ruso, dirigido por el general Piotr Kotliarevski, y el del Imperio persa, más de diez veces superior en número y comandado por el príncipe Abbas Mirza. El encuentro se saldó con una victoria rusa, que Kotliarevski aprovechó poco después para asaltar la ciudad de Lankaran.
La batalla consistió en un ataque sorpresa nocturno emprendido por los rusos contra el ejército iraní acampado a orillas del río Aras en la aldea de Aslanduz (Persa: Āşlāndūz) en un enfrentamiento que decidió la guerra en favor de los rusos.

## Antecedentes
El imperio ruso y Persia se habían enfrentado en conflictos desde 1651 y en 1804 inició una nueva guerra conocida como la guerra ruso-persa de 1804 cuya raíz se encontraba en las anexiones por parte de Rusia de Georgia y Armenia. En un inicio Rusia se vio obligada a retroceder en algunas campañas pero los persas nunca pudieron explotar estas situaciones y siempre se encontraron a la defensiva gracias a que Rusia tenía una clara superioridad en tecnología y entrenamiento. 
Los británicos en esas épocas eran adversarios de los rusos en Asia Central ya que el imperio ruso se había expandido hasta amenazar la vecindad de la colonia británica de la India, y por esto los persas habían solicitado ayuda a los británicos contra los rusos, pero los británicos habían recientemente concluido una alianza con los rusos para enfrentarse a Napoleón por lo que los británicos se negaron a ayudar a los persas contra los rusos.
Francia por su parte no tenía manera realista de asistir a Persia por el dominio británico de los mares y porque Francia deseaba proteger sus relaciones con Rusia.
Aislada internacionalmente y sin prospecto de poder superar a los rusos, para 1812 Persia había entrenado apresuradamente a algunas divisiones en el estilo europeo y había contratado de emergencia a varios oficiales británicos, gracias a lo cual pudo conseguir una inusual e inesperada victoria en Sultan-Buda; pero estas medidas y esta victoria llegaron muy tarde para alterar el curso del conflicto y revertir las ganancias rusas y en respuesta a la derrota los rusos enviaron al exitoso general Piotr Kotliarevski con órdenes de avanzar metódica y cautelosamente, siguiendo a los persas pero sin enfrentarlos y solo atacando en defensa propia; órdenes que el audaz Kotliarevski ignoraría.
Con esto, 1813 sería el último año del conflicto y para el 31 de octubre Kotliarevski había llegado a la vecindad del río Aras donde establecieron su campamento, en el banco opuesto se encontraban los persas liderados por el príncipe Abbas Mirza.

## Batalla
El día anterior a la batalla los exploradores persas habían avistado la llegada de los rusos y los asesores militares británicos de Mirza le aconsejaron establecer centinelas en puestos de avanzada para poder ser alertados en caso de que los rusos atacaran por sorpresa durante la noche, pero Mirza se negó y no hizo caso a sus repetidas advertencias tomando cero precauciones: incluso cuando los rusos atacaron Mirza había enviado a sus únicos dos asesores militares europeos (el capitán Charles Christie y el teniente Henry Lindesay, ambos británicos) a preparar una excursión de cacería para Mirza y tuvieron que regresar apresuradamente cuando oyeron los ruidos de la batalla.
Esa misma noche, en efecto, los rusos atacaron el campamento persa y sorprendieron completamente a los persas que inmediatamente fueron presa del pánico y trataron de huir en masa; los oficiales británicos al servicio persa trataron de reunir a los soldados persas con algo de éxito y montaron una improvisada línea de defensa que fue asaltada una y otra vez por los rusos.
Tanto Lindesay como Christie sugirieron resistir hasta la muerte, algo que Mirza no deseaba ya que prefería una retirada estratégica hasta una colina ubicada cerca del lugar donde los persas podrían refugiarse en territorio elevado; pero al llegar la noche, el desesperanzado Mirza consintió en quedarse a pelear y los británicos sugirieron retirarse solo unos pocos cientos de metros para quedar fuera del alcance de los cañones rusos. Pero antes de poder llevar a cabo este plan, los rusos lanzaron un ataque final que rebasó a los persas que habían perdido para entonces una gran porción de sus fuerzas por deserciones; más aún, en ningún momento durante la batalla Mirza ordenó establecer puestos de avanzada para prevenir nuevos ataques sorpresa a pesar de que se le había aconsejado hacerlo desde antes de la batalla y su negación a hacerlo había sido la causa directa del ataque sorpresa ruso.
Mirza pensó equivocadamente que los rusos le superaban por mucho en números y cuando el segundo principal asesor militar británico (Charles Christie) murió en el combate Mirza decidió ordenar la retirada, dejando abandonados virtualmente toda su artillería y suministros; los rusos persiguieron a los persas en retirada y mataron a muchos en esta acción, mientras que gran parte de los persas que huían fueron heridos o matados por fuego amigo proveniente de persas que trataban de atacar a los rusos.
Los persas sufrieron bajas desproporcionadamente grandes a manos de un enemigo más de diez veces inferior.

## Consecuencias
La derrota terminó con la destrucción de la última fuerza efectiva que los persas tenía disponibles (que además era su único ejército moderno) y puso fin a la guerra con una victoria rusa.
Kotliarevski aprovechó el ímpetu de su victoria para atacar la importante fortaleza de Lankaran donde derrotó a otra fuerza persa numéricamente superior el 13 de enero del siguiente año y que sería la última batalla de la guerra, aunque la guerra fue decidida por la victoria en Aslanduz.
Más aún, la derrota en Aslanduz confirmó para los británicos que asistir a los persas contra los rusos era una causa pérdida y significo que los persas se encontraban solos e internacionalmente aislados, sin posibilidad de ser asistidos por nadie.
La batalla también demostró de manera definitiva la superioridad de ejércitos profesionales europeos modernos entrenados de tiempo completo y manera regular con la artillería más nueva sobre los ejércitos de naciones que reclutaban a sus ejércitos a través de levas y los ensamblaban de manera ad hoc cuando les era necesario para dispersarlo al terminar la situación de necesidad.